# Mitthyridium megamorphum
Mitthyridium megamorphum là một loài rêu trong họ Calymperaceae. Loài này được M. Fleisch. H. Rob. mô tả khoa học đầu tiên năm 1975.